# Harbern I
Harbern I ist ein Ortsteil der Gemeinde Wardenburg im Landkreis Oldenburg in Niedersachsen.

## Geographie
Der Ort liegt etwa fünf Kilometer nordwestlich von Wardenburg und ist ein Straßendorf. Die nächste größere Stadt ist Oldenburg.

## Geschichte
Harbern I ist durch Kultivierung von Moorflächen nach Bau des Hunte-Ems-Kanals entstanden. Im Jahr 1935 wurde Harbern I durch Abgabe von Flächen in der Größe von fünf bis 16 Hektar an Siedler gegründet.